# 조앤 웰던

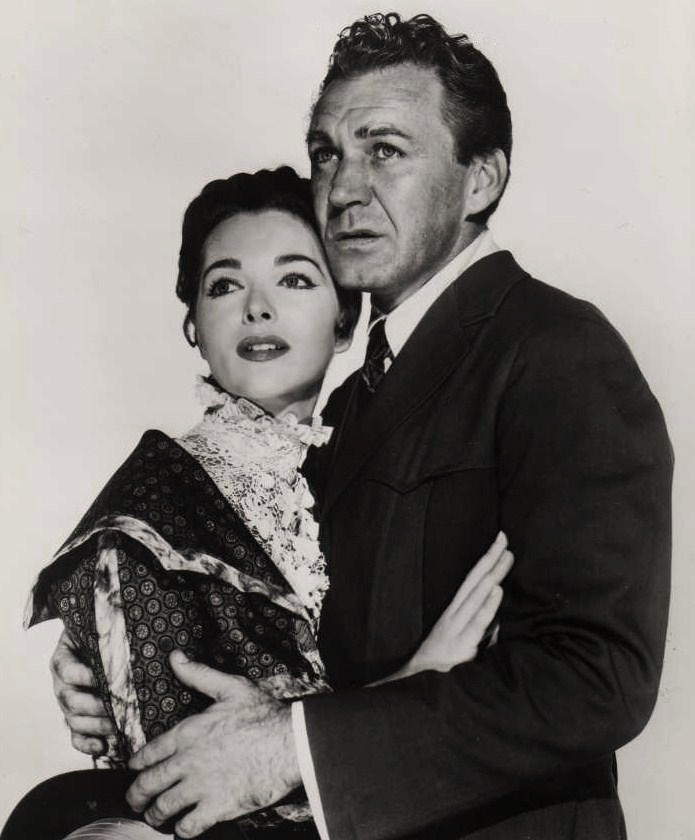

조앤 웰던(Joan Weldon, 1930년 8월 5일 ~ )은 미국의 배우이다.
샌프란시스코에서 태어났다.

## 출연 작품

### 영화
- So This Is Love (1953)
- Deep in My Heart (1954)
- 방사능 X (1954) - 퍼트리샤 메드퍼드 박사 역
- 황혼에 돌아오라 (1958)